# Kitakami, Iwate
Kitakami (北上市 Bắc Thượng thị, Kitakami-shi) là một thành phố thuộc tỉnh Iwate, Nhật Bản.